# Zdzisław Tranda
Zdzisław Tranda (ur. 18 grudnia 1925 w Poznaniu, zm. 24 lutego 2025) – polski duchowny ewangelicko-reformowany, superintendent generalny Kościoła Ewangelicko-Reformowanego w Polskiej Rzeczypospolitej Ludowej i Rzeczypospolitej Polskiej (1978–2002), z tytułem biskupa Kościoła.

## Życiorys

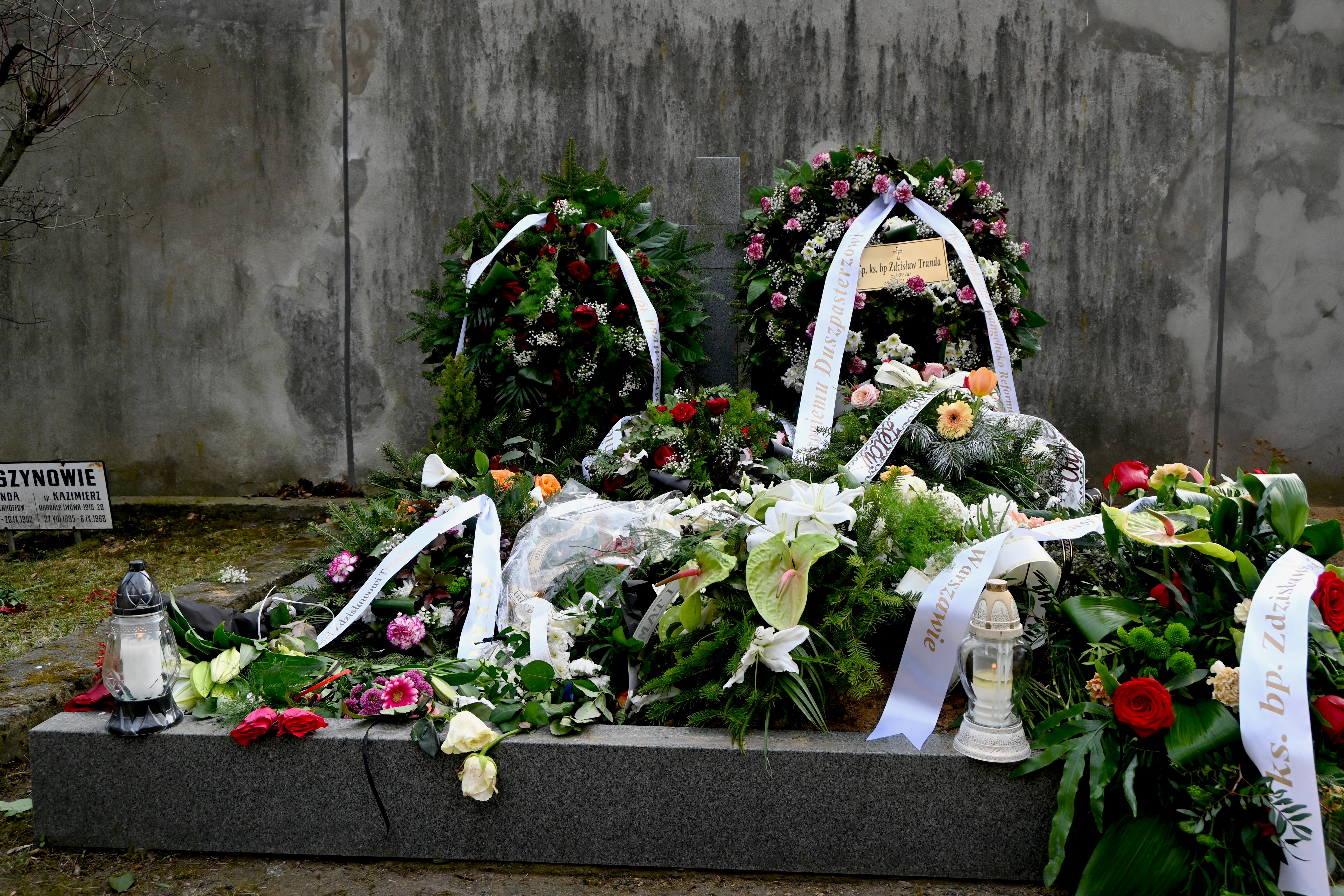
Grób ks. bp Zdzisława Trandy na Cmentarzu ewangelicko-reformowanym w Warszawie

Ukończył studia na Wydziale Teologii Ewangelickiej Uniwersytetu Warszawskiego. Był duszpasterzem w wielu parafiach, m.in. proboszczem parafii w Zelowie. W latach 1990–1993 był prezesem Polskiej Rady Ekumenicznej. W 1993 roku, ustępując z urzędu prezesa Polskiej Rady Ekumenicznej, dokonał surowego rozrachunku z przeszłością. Uznał, że błędem było poparcie Patriotycznego Ruchu Odrodzenia Narodowego w 1982 roku, a poparcie stanu wojennego było wyrazem słabości oraz braku odwagi.
W latach 1997–2005 zajmował stanowisko przewodniczącego Komitetu Krajowego Towarzystwa Biblijnego w Polsce. Był prezesem Stowarzyszenia DEOrecordings.
W 2002 został odznaczony Medalem Polonia Mater Nostra Est. W roku 2012 został laureatem Nagrody „Pontifici”. W styczniu 2021 otrzymał Nagrodę Polskiej Rady Ekumenicznej.
Był żonaty z Janiną Bolesławską (1928–2018). Miał dwoje dzieci, w tym córkę Hannę – działaczkę kościelną i ekumeniczną, a także troje wnucząt i pięcioro prawnucząt. Jego bratem był Bogdan Tranda, a bratankiem Lech Tranda (obaj byli pastorami ewangelicko-reformowanymi).
W 2020 nakładem Wydawnictwa Naukowego Semper ukazała się publikacja zbiorowa pt. Człowiek mądrego serca: Zdzisław Tranda. Pastor – biskup – ekumenista, której redaktorami byli Grzegorz Polak, Barbara Stahlowa i Hanna Tranda. 
Został pochowany na cmentarzu ewangelicko-reformowanym w Warszawie.